# 30 juin 1972
Le vendredi 30 juin 1972 est le 182e jour de l'année 1972.

## Naissances
- Espen Bjervig, fondeur norvégien
- Garret Anderson, joueur américain de baseball
- Joona Laukka, coureur cycliste finlandais
- Kate Luyben, actrice canadienne
- Marcial Gómez Balsera, homme politique espagnol
- Molly Parker, actrice canadienne
- Nadia Röthlisberger-Raspe (morte le 9 février 2015), joueuse suisse de curling
- Ramon Menezes Hubner, joueur de football brésilien
- Sandra Cam, nageuse belge
- Shiori Koseki, joueuse de softball japonaise
- Stuart Rendell, athlète australien, spécialiste du lancer du marteau
- Timo Scholz, coureur cycliste allemand

## Décès
- François Lorin (né le 15 novembre 1900), maître verrier français
- Francisco de Madina (né le 29 janvier 1907), prêtre et compositeur espagnol
- Hervé Budes de Guébriant (né le 20 août 1880), ingénieur français
- Joseph Deakin (né le 6 février 1879), athlète britannique

## Événements
- Début de la manifestation culturelle documenta 5 en Allemagne
- Inauguration de la gare de Suidōbashi
- Inauguration des stations Hakusan et Jimbōchō du métro de Tokyo
- Sortie du film américain La Conquête de la planète des singes